# Kornbread Jeté
Demoria Elise Williams, más conocida por su nombre artístico Kornbread Jeté, también conocida como Kornbread "The Snack" Jeté o simplemente Kornbread, es una drag queen estadounidense. Es conocida por competir en la decimocuarta temporada de RuPaul's Drag Race.

## Primeros años y educación
Williams nació y se crio en Columbia, Carolina del Sur. Más tarde se mudó a Los Ángeles para estudiar teatro musical.

## Carrera
A partir de 2022, Kornbread trabaja en The Abbey en Los Ángeles y organiza fiestas semanales para ver Drag Race en Abbey Food & Bar en West Hollywood.
En 2022, compitió en la temporada 14 de RuPaul's Drag Race. Donde interpretó una rutina de canción original para el programa de talentos del episodio de apertura y ganó el desafío, que llegó con un premio efectivo de $5,000. En su rutina, utilizó un cartón de leche junto con la exjueza de Drag Race, Merle Ginsberg, representada como una persona desaparecida. En el quinto episodio, se anunció que Kornbread tuvo que retirarse de la competencia después de haberse torcido el tobillo la semana anterior, y finalmente terminó en el duodécimo lugar.
Ha aparecido en videos con Brandon Rogers y Fine Brothers Entertainment, y ha aparecido en Thrillist.

## Vida personal
Kornbread es una mujer transgénero. Es amiga cercana de Kerri Colby, una concursante de Drag Race y mujer trans. Kornbread ha dicho sobre Colby: "Literalmente me guió durante gran parte de mi transición que nadie entiende cuánto ha hecho por mí personalmente. No es mi madre drag, pero le digo que definitivamente es en parte mi mamá trans".
Kornbread es la hija drag de Calypso Jeté Balmain que ganó la primera temporada de Legendary juntó con House of Balmain.
El 26 de septiembre de 2022, Kornbread anunció a través de un post de Instagram que le habían diagnosticado un adenocarcinoma en fase inicial, un tipo de cáncer intestinal, y utilizó su experiencia para concienciar sobre la enfermedad.

## Filmografía

### Televisión
| Año  | Título                         | Papel                        |
| ---- | ------------------------------ | ---------------------------- |
| 2019 | Blame the Hero                 | H.B. / Consejero de la reina |
| 2021 | Normal British Series          | El sagrado                   |
| 2021 | Wigs in a Blanket              | Ella misma                   |
| 2022 | RuPaul's Drag Race (season 14) | Ella misma (duodécimo lugar) |
| 2022 | RuPaul's Drag Race: Untucked   | Ella misma (duodécimo lugar) |

### Vídeos musicales
| Año  | Título           | Artista          | Ref    |
| ---- | ---------------- | ---------------- | ------ |
| 2019 | "Freedom"        | Kameron Michaels | [ 11 ] |
| 2021 | "Is It Me?"      | Scarlet Envy     |        |
| 2022 | "C'mon Baby Cry" | Orville Peck     |        |
| 2022 | "Taste So Good"  | Weedmaps x Cann  | [ 12 ] |
| 2022 | "Angle"          | Willow Pill      | [ 13 ] |

### Series de internet
| Año  | Título          | Papel      | Notas                                          | Ref.   |
| ---- | --------------- | ---------- | ---------------------------------------------- | ------ |
| 2019 | Spectrum        | Ella misma | Episodio: "Do All Drag Queens Think The Same?" | [ 14 ] |
| 2022 | Whatcha Packin’ | Ella misma | Invitada                                       | [ 15 ] |
| 2022 | The Awardist    | Ella misma | Invitada                                       | [ 16 ] |

## Awards and nominations
| Año  | Organización                   | Categoría                                                                         | Trabajo            | Resultados | Ref.   |
| ---- | ------------------------------ | --------------------------------------------------------------------------------- | ------------------ | ---------- | ------ |
| 2022 | Critics' Choice Real TV Awards | Mejor reparto de conjunto en una serie sin guion (Compartido con la Temporada 14) | RuPaul's Drag Race | Ganadora   | [ 17 ] |